# Municipio de Anderson (Dakota del Sur)
El municipio de Anderson (en inglés: Anderson Township) es un municipio ubicado en el condado de Perkins en el estado estadounidense de Dakota del Sur. En el año 2010 tenía una población de 18 habitantes y una densidad poblacional de 0,2 personas por km².

## Geografía
El municipio de Anderson se encuentra ubicado en las coordenadas 45°41′26″N 102°15′18″O / 45.69056, -102.25500. Según la Oficina del Censo de los Estados Unidos, el municipio tiene una superficie total de 91.62 km², de la cual 82,41 km² corresponden a tierra firme y (10,05 %) 9,21 km² es agua.

## Demografía
Según el censo de 2010, había 18 personas residiendo en el municipio de Anderson. La densidad de población era de 0,2 hab./km². De los 18 habitantes, el municipio de Anderson estaba compuesto por el 100 % blancos. Del total de la población el 0 % eran hispanos o latinos de cualquier raza.